# Гроссе-Рюкен, Рита
Рита Мария Вальбурга Гроссе-Рюкен (нем. Rita Maria Walburga Grosse-Ruyken, 29 октября 1948, Донауверт, Германия) — современный немецкий художник, скульптор, автор мультимедийных инсталляций, фильмов и художественных постановок-перформанс. Инсталляции, основанные на световых, звуковых и пространственных эффектах, включают в себя скульптурные формы, выполненные из золота и серебра. Особенностью художественного подхода автора является представление скульптурных форм в движении. Рита Гроссе-Рюкен приобрела международную известность благодаря выставке своих работ «Лучи света».

## Карьера
Рита Мария Вальбурга Гроссе-Рюкен выросла в небольшом селении в Швабии — исторической области на юго-западе Германии. С ранних лет она интересовалась природными явлениями и их звуковыми эффектами. После окончания школы в 1972 году она изучала романистику, английский язык и литературу в Мюнхенском университете Людвига-Максимилиана.
В период с 1971-1977 гг. Рита Гроссе-Рюкен занималась изучением ювелирного искусства под руководством профессоров Франца Рикерта (Franz Rickert) и Германа Юнгера (Hermann Juenger) Академии изобразительных искусств в Мюнхене. В процессе творческого становления Рита Гроссе-Рюкен также испытала влияние профессора, художника-конструктивиста Гюнтера Фрутрунка (Guenther Fruhtrunk) и религиозного философа, президента Академии Алоиса Жоргена (Aloys Goergen).
В 1977-1978 гг. изучала историю искусств и археологию в Университете Сорбонна в Париже, где получила диплом художника-ювелира.
С 1983 года работает как независимый художник, посвящая большинство своих работ исследованию свойств прозрачности, цвета, световых эффектов и движения скульптурных форм.
С 1993 года она работает в том числе и над художественными представлениями-перфоманс. Это стало возможным в результате постоянного взаимодействия и обмена идеями с представителями астрофизики, музыкантами, философами, писателями, звукооператорами и архитекторами. Особое внимание Рита Гроссе-Рюкен уделяет изучению звуков, производимых интегральными скульптурами из золота и серебра, в движении и статичном состоянии.
С 2008 года Рита Гроссе-Рюкен вовлечена в работу над несколькими фильмами, которые являются продуктом комплексного подхода и отражают её философию и художественное видение.
Её работы представлены в постоянных коллекциях Международного музея дизайна и в Пинакотеке современности в Мюнхене.

## Выставки

### Соло-выставки
- 2009: «Лучи света — Рита Гроссе-Рюкен», Музей прикладного искусства (Франкфурт-на-Майне). Rays of Light — Rita Grosse-Ruyken, Museum für angewandte Kunst Frankfurt[2][11][13][14][15][16][17][18][19]

### Групповые выставки. Выборка
- 1979: Goldschmiede dieser Zeit. Körper — Schmuck — Zeichen — Raum, Kestnergesellschaft[20]
- 1979: Körper — Zeichen, Городская галерея в доме Ленбаха, München[21]
- 1981: Körper, Schmuck, Zeichen, Raum. Goldschmiedearbeiten, Музей дизайна, Цюрих[22]

- 2004: RITA GROSSE-RUYKEN — DURCHFLUTUNG/RAYS OF LIGHT, (MUSEUM OF ARTS AND DESIGN, NEW YORK CITY & GOETHE INSTITUT, NEW YORK CITY)[23]

- 2004: Welt in Tropfen, (Urania, Berlin)[24]
- 2007: Gulf Art Fair, Дубай (Galerie Thomas, München)[25]
- 2011: Ausstellung Pinakothek München"[26]
- 2011: Modern Contemporary, Art Abu Dhabi"[27][28]
- 2012: Im Zeichen der Ewigkeit. Positionen zeitgenössischer Kunst, Neues Museum Kloster Schussenried[29][30][31]
- 2012: Quinta Essentia, Deutscher Künstlerbund Berlin[32]
- 2013: intimate, Frameless Gallery London[33]

## Каталог выставки
Sabine Runde (Hrsg.): «Превращения — Лучи света» (в соавторстве с Hans Wichmann, Aloys Goergen, André Fischer, Friedrich Piel, язык: немецкий, английский), Музей прикладных искусств (Франкфурт-на-Майне), 2009, ISBN 978-3-88270-110-4